# Опукла функція

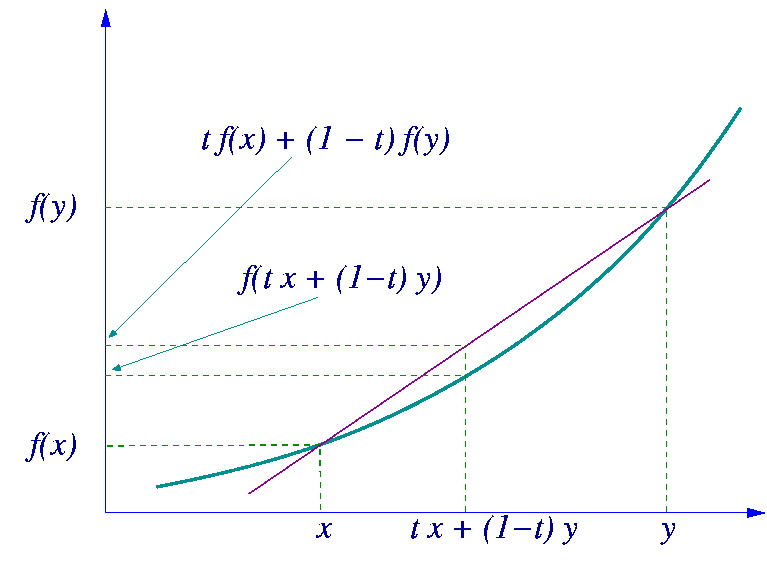
Опукла функція однієї змінної

Опукла функція, або опукла вниз функція — функція, яка визначена на опуклій множині лінійного простору, і задовольняє нерівності
{\displaystyle f(\lambda x+(1-\lambda )y)\leqslant \lambda f(x)+(1-\lambda )f(y),\quad \forall \lambda \in [0;1].}
Нехай область визначення опуклої функції Неможливо розібрати вираз (SVG (MathML можна ввімкнути через плагін браузера): Недійсна відповідь («Math extension cannot connect to Restbase.») від сервера «http://localhost:6011/uk.wikipedia.org/v1/»:): {\displaystyle f(x)}
 лежить в скінченновимірному просторі, тоді {\displaystyle f(x)} неперервна в будь-якій внутрішній точці цієї області.

## Властивості опуклих функцій
Нехай {\displaystyle x_{1},\ldots ,x_{n}} — будь-які точки із області визначення опуклої функції Неможливо розібрати вираз (SVG (MathML можна ввімкнути через плагін браузера): Недійсна відповідь («Math extension cannot connect to Restbase.») від сервера «http://localhost:6011/uk.wikipedia.org/v1/»:): {\displaystyle f(x)}
, Неможливо розібрати вираз (SVG (MathML можна ввімкнути через плагін браузера): Недійсна відповідь («Math extension cannot connect to Restbase.») від сервера «http://localhost:6011/uk.wikipedia.org/v1/»:): {\displaystyle \lambda_1, \ldots, \lambda_n}
 — невід'ємні числа, які в сумі дорівнюють {\displaystyle 1}. Тоді
{\displaystyle f\left(\sum _{i=1}^{n}\lambda _{i}x_{i}\right)\leqslant \sum _{i=1}^{m}\lambda _{i}f(x_{i})}.
Якщо Неможливо розібрати вираз (SVG (MathML можна ввімкнути через плагін браузера): Недійсна відповідь («Math extension cannot connect to Restbase.») від сервера «http://localhost:6011/uk.wikipedia.org/v1/»:): {\displaystyle f(x)}
 — двічі неперервно-диференційована опукла функція, то матриця її других похідних не від'ємно визначена.

## Сильно опукла функція
Поняття сильно опуклої функції розширює та параметризує поняття строгої опуклості. Сильно опукла  функція також є строго опуклою, але не навпаки.
Диференційовна функція f називається сильно опуклою з параметром m > 0 якщо для всіх точок x, y в її домені зберігається наступна нерівність:
Неможливо розібрати вираз (SVG (MathML можна ввімкнути через плагін браузера): Недійсна відповідь («Math extension cannot connect to Restbase.») від сервера «http://localhost:6011/uk.wikipedia.org/v1/»:): {\displaystyle  ( \nabla f(x) - \nabla f(y) )^T (x-y) \ge m \|x-y\|_2^2 }

або більш загально,
{\displaystyle \langle \nabla f(x)-\nabla f(y),(x-y)\rangle \geq m\|x-y\|^{2}}
де {\displaystyle \|\cdot \|} будь-яка норма.

## Операції, що зберігають опуклість
- Якщо f і g є опуклими функціями, тоді {\displaystyle m(x)=\max\{f(x),g(x)\}} і Неможливо розібрати вираз (SVG (MathML можна ввімкнути через плагін браузера): Недійсна відповідь («Math extension cannot connect to Restbase.») від сервера «http://localhost:6011/uk.wikipedia.org/v1/»:): {\displaystyle h(x) = f(x) + g(x)}
 також опуклі.
- Якщо f і g є опуклими функціями і g є неспадною, тоді {\displaystyle h(x)=g(f(x))} є опуклою. Наприклад, якщо f(x) є опуклою, тоді {\displaystyle e^{f(x)}}, також опукла, тому що Неможливо розібрати вираз (SVG (MathML можна ввімкнути через плагін браузера): Недійсна відповідь («Math extension cannot connect to Restbase.») від сервера «http://localhost:6011/uk.wikipedia.org/v1/»:): {\displaystyle e^x}
 є опуклою і монотонно висхідною.
- Якщо f є угнутою і g є опуклою і невисхідною, тоді {\displaystyle h(x)=g(f(x))} є опуклою.
- Опуклість незмінна при застосування афінного відображення: тобто, якщо f є опуклою із областю визначення {\displaystyle D_{f}\subseteq \mathbf {R} ^{m}}, тоді Неможливо розібрати вираз (SVG (MathML можна ввімкнути через плагін браузера): Недійсна відповідь («Math extension cannot connect to Restbase.») від сервера «http://localhost:6011/uk.wikipedia.org/v1/»:): {\displaystyle g(x) = f(Ax+b)}
 також опукла, де {\displaystyle A\in \mathbf {R} ^{m\times n},b\in \mathbf {R} ^{m}} з областю визначення {\displaystyle D_{g}\subseteq \mathbf {R} ^{n}}.
- Якщо f(x, y) є опуклою по x тоді {\displaystyle g(x)=\sup _{y\in C}f(x,y)} є опуклою по x, якщо Неможливо розібрати вираз (SVG (MathML можна ввімкнути через плагін браузера): Недійсна відповідь («Math extension cannot connect to Restbase.») від сервера «http://localhost:6011/uk.wikipedia.org/v1/»:): {\displaystyle g(x) > -\infty}
 для якогось x, навіть якщо C не є опуклою множиною.
- Якщо f(x) є опуклою, тоді її перспектива {\displaystyle g(x,t)=tf(x/t)} (чия область визначення — {\displaystyle \left\lbrace (x,t)|{\tfrac {x}{t}}\in {\text{Dom}}(f),t>0\right\rbrace }) є опуклою.
- Протилежна до опуклої функції функція є угнутою.
- Якщо {\displaystyle f(x)} є опуклою дійснозначимою функцією, тоді {\displaystyle f(x)=\sup _{n}(a_{n}x+b_{n})} для зліченного набору дійсних чисел {\displaystyle (a_{n},b_{n}).}